# Klosterneuburg Mercenaries 1988
Questa voce raccoglie le informazioni riguardanti i Klosterneuburg Mercenaries nelle competizioni ufficiali della stagione 1988.
Sono noti solo 2 risultati della stagione regolare di AFL.

## Austrian Football League 1988

### Stagione regolare
| Klosterneuburg 23 aprile 1988 | Klosterneuburg Mercenaries | 0 – 41 | Vienna Vikings |  |

| Vienna 28 maggio 1988 | Vienna Vikings | 12 – 0 | Klosterneuburg Mercenaries | Schmelz Sportzentrum |

## Statistiche di squadra
| Competizione      | %Vittorie | In casa | In casa | In casa | In casa | In casa | In casa | In trasferta | In trasferta | In trasferta | In trasferta | In trasferta | In trasferta | Totale | Totale | Totale | Totale | Totale | Totale |
| Competizione      | %Vittorie | G       | V       | N       | P       | Pf      | Ps      | G            | V            | N            | P            | Pf           | Ps           | G      | V      | N      | P      | Pf     | Ps     |
| ----------------- | --------- | ------- | ------- | ------- | ------- | ------- | ------- | ------------ | ------------ | ------------ | ------------ | ------------ | ------------ | ------ | ------ | ------ | ------ | ------ | ------ |
| Stagione regolare | ?         | 4       | ?       | ?       | 1+?     | 0+?     | 41+?    | 4            | ?            | ?            | 1+?          | 0+?          | 12+?         | 8      | ?      | ?      | 2+?    | 0+?    | 53+?   |
| Totale            | ?         | 4       | ?       | ?       | 1+?     | 0+?     | 41+?    | 4            | ?            | ?            | 1+?          | 0+?          | 12+?         | 8      | ?      | ?      | 2+?    | 0+?    | 53+?   |